# María Pujalte
María Pujalte (La Corogne, 22 décembre 1966) est une actrice espagnole.
Elle étudie la chanson, l'art dramatique et l'expression corporelle à Saint-Jacques-de-Compostelle et à la Scuola Internazionale dell'Attore Comico à Reggio d'Émilie avec une bourse de la Députation de la Corogne. 
Ella a été membre du Centro Dramático Galego et des compagnies théâtrales Moucho Clerc et Compañía de Marías.

## Filmographie

### Long métrage
- La noche que mi madre mató a mi padre (2015), d'Inés París.
- Que se mueran los feos (2010), de Nacho G. Velilla.
- Rivales (2008), de Fernando Colomo.
- El regalo (2006), de Carlos Agulló.
- Semen, una historia de amor (2005), de Daniela Fejerman et Inés París.
- Cosas que hacen que la vida valga la pena (2004), de Manuel Gómez Pereira.
- Descongélate! (2003), de Dunia Ayaso et Félix Sabroso.
- En la ciudad (2003), de Cesc Gay.
- El lápiz del carpintero (2003), d'Antón Reixa.
- A mi madre le gustan las mujeres (2002), de Daniela Fejerman et Inés París.
- La Parrilla (1999), de Xavier Manich.
- Los lobos de Washington (1999), de Mariano Barroso.
- El grito en el cielo (1998), de Dunia Ayaso et Félix Sabroso.
- Insomnio (1998), de Chus Gutiérrez.
- Perdona bonita, pero Lucas me quería a mí (1997), de Dunia Ayaso et Félix Sabroso.
- Libertarias (1996), de Vicente Aranda.
- Interferencias (1996), d'Antonio Morales Pérez.
- Entre rojas (1995),d'Azucena Rodríguez.
- El baile de las ánimas (1994), de Pedro Carvajal.
- As xoias da Señora Bianconero (1994), de Jorge Coira.
- Martes de carnaval (1991), de Fernando Bauluz et Pedro Carvajal.
- Sempre Xonxa (1989), de Chano Piñeiro.

### Court métrage
- Completo comfort (1997), de Juan Flahn
- La boutique del llanto (1995), d'Iñaki Peñafiel
- Vamos a dejarlo (1999), de Daniela Fejerman et Inés París
- ¿A mí quién me manda meterme en esto? (1997), de Daniela Fejerman et Inés París

## Télévision

### En tant que présentatrice
- Gala Premios Max, 2003

### En tant qu'actrice
- Toy Boy (2019)
- Los Quién (2011-)
- Los misterios de Laura (2009-)
- Siete Vidas (2004-2006)
- Periodistas (1998-2001)

## Théâtre
les Barbares 2025
- The Real Thing (2010), de Tom Stoppard[1].
- Gatas (2008), de Manuel González Gil y Daniel Botti.
- Las cuñadas (2008), de Michel Tremblay.
- El mètode Grönholm (2007), de Jordi Galceran
- Dónde pongo la cabeza (2006), de Yolanda García Serrano
- Confesiones de mujeres de 30 (2002-2004)
- Caníbales (1996)
- Martes de Carnaval (1995) de Ramón María de Valle-Inclán
- Finisterra Broadway amén y squasch (1993)
- O Roixinol de Bretaña (1991) de Quico Cadaval
- Yerma (1990) de Federico García Lorca
- O Códice Clandestino (1989),  de Quico Cadaval
- O Mozo que chegou de lonxe (1989)

## Prix
- Unión de Actores : Meilleure nouvelle actrice avec Entre rojas, 1995
- Unión de Actores : Meilleure actrice secondaire avec Periodistas, 2000
- Premios Teatro de Rojas : Meilleure actrice avec El método Grönholm, 2007
- Festival de Cans : Prix Pedrigree d'Honneur, 2011[2]